# Porites schauinslandi
Porites schauinslandi is een rifkoralensoort uit de familie van de Poritidae. De wetenschappelijke naam van de soort is voor het eerst geldig gepubliceerd in 1901 door Studer.